# 北原光騎
北原 光騎（きたはら こうき、1964年3月9日 - ）は、福岡県福岡市出身の元プロレスラー。本名および旧リングネームは北原 辰巳（きたはら たつみ）。

## 来歴
高校時代はサッカーと空手に熱中し、喧嘩三昧の日々を過ごす。卒業後、就職するもわずか9か月で退職する。その後は営業職やドライバーなどを経験した後、20歳の時に上京、佐山聡に師事しスーパータイガージムのインストラクターを務めた。
1987年6月、23歳で全日本プロレスに入団（当初はジャパンプロレス所属選手）。1988年4月8日、百田光雄戦でデビューを飾る。その後、ダイナマイト・キッドに誘われてカナダ・カルガリーへ海外修行に出発。スモー・ハラ（Sumo Hara）をリングネームに、ベンケイ・ササキこと新日本プロレスの佐々木健介とのサムライ・ウォリアーズで活躍し、1989年8月18日にボブ・ブラウン&ケリー・ブラウンからインターナショナル・タッグ王座を奪取した。
1990年、全日本プロレスを退団。その後、SWS→WARと天龍源一郎と共に渡り歩き、天龍の右腕的存在として活躍する。1997年、33歳で自ら総合格闘技道場「キャプチャー・インターナショナル」を旗揚げ。旗揚げ時は、石井智宏（現：新日本プロレス）、ニーハオ（CAPTURE）が後進の指導にあたった。
1998年より、主催興行「地下室マッチ」を開催。同年7月の地下室マッチでは、元横綱・北尾光司の現役引退試合の対戦相手を務めた。2008年3月の大会を最後にしばらく中断期間があったが、2016年8月より再開し、のちに興行名を「DUNGEON FIGHT（ダンジョンファイト）」と改めている。
40歳でNPO法人「日本ブルー・ブレイザー」を設立し、理事長に就任。2004年4月より川崎市麻生区を拠点に、自らの門下生たちとともに防犯パトロールを行っていた（2020年解散）。
妻は元体操日本代表で、朝日生命体操クラブに所属した北原香苗（旧姓：阿部）。2015年6月から2016年6月まで、飲食店「オリエンタルキッチン カーニーマム」（川崎市多摩区）を夫妻で経営していた。
2018年6月11日、全日本プロレスの同期である小橋建太プロデュースのFortune Dream5で、スーパータイガージム出身メンバー（丸藤正道、スーパータイガー、長井満也）と後楽園ホールにて引退試合を行った。

## タイトル歴
- WAR世界6人タッグ王座
- アジアタッグ王座

## 得意技
- 各種キック

佐山聡直伝の多彩なキックを使った。スピーディーで手数の多い蹴りが持ち味。
- ジャーマンスープレックス

主なフィニッシュ・ホールド。
- ドラゴン・スープレックス

とっておきのフィニッシュ・ホールド。
- キャプチャーα

変形の逆エビ固め。
- ラリアット